# Salon des vins de Loire
Le Salon des vins de Loire est un salon professionnel dédié aux productions du vignoble de la vallée de la Loire, il est aussi ouvert aux vignobles Hors Loire, ainsi qu'aux Bières, Cidres et Spiritueux artisanaux. 
Il est organisé tous les ans depuis 1987 à Angers, et regroupe environ 300 exposants pour 4 200 visiteurs, acheteurs professionnels de vins,. 

## Salons « off »
En marge du salon sont organisés neuf autres salons : « Levée de la Loire », « Salon des Vins Demeter », « salon Saint-Jean Madavin », « les Pénitentes », « les Anonymes », " Chai ! ", " Salon Salon", "Des vins bios au fil de l'eau"  et « la Dive Bouteille ». 